# Männlichkeitsforschung
Männlichkeitsforschung oder (Kritische) Männerforschung ist eine interdisziplinäre Wissenschaft, die sich mit dem Thema Mann und Männlichkeiten befasst. Dazu gehören sozialwissenschaftliche, erziehungswissenschaftliche, psychologische und historische Untersuchungen. Die Forschung findet analog zur Frauenforschung vor allem im Rahmen der Gender Studies statt. Als eigenständige Disziplin konnte sie sich jedoch im deutschsprachigen Raum bislang nicht etablieren.

## Begriffsbestimmung
Forschung ist aufgrund des systematischen Ausschlusses von Frauen aus den Universitäten bis in die Mitte des zwanzigsten Jahrhunderts hinein zumeist Forschung von Männern (Androzentrismus) gewesen, da eben nur Männer an ihr teilnehmen durften. In Abgrenzung zur männerdominierten Wissenschaft gab sich die in den 1980er Jahren entstehende Forschung über Männer und Männlichkeiten den Namen Kritische Männerforschung.
Die Kritische Männerforschung geht weitgehend von einem emanzipatorischen, teilweise auch von einem feministischen Ansatz aus. Das heißt, sie hinterfragt bestehende Rollenbilder und teilt zentrale Konzepte, welche in feministischen Ansätzen der Frauen- und Geschlechterforschung begründet sind und entwickelt diese für ihre Zwecke weiter.
Innerhalb der Kritischen Männerforschung ist allerdings umstritten, in welchem Verhältnis sie zur feministischen Frauen- und Geschlechterforschung steht. In den Anfängen gab es prominente Stellungnahmen von profeministischen Männerforschern, welche eine Unter- oder Nachordnung von Männerforschung postulierten. Andere sahen und sehen Kritische Männerforschung als wichtige Ergänzung zur feministischen Frauenforschung, welche sich ggf. auch kritisch mit den Blinden Flecken auseinandersetzen müsse.

### Prinzipien der Kritischen Männerforschung nach Jeff Hearn
Jeff Hearn entwickelte 1987 im Magazin der englischen Männerbewegung "Achilles Heel" fünf Prinzipien, die für eine zukünftige kritische Männerforschung Anwendung finden sollten:
1. Männer sollten die Autonomie der Frauenforschung respektieren, was nicht heißen soll, umgekehrt eine Autonomie der Männerforschung einzufordern.
2. Männerforschung soll Frauen und Männern offenstehen.
3. Das vorrangige Ziel der Männerforschung ist die Entwicklung einer Kritik an männlicher Praxis, zumindest teilweise aus feministischer Sichtweise.
4. Männerforschung ist interdisziplinär anzulegen.
5. Männer, die Männerforschung betreiben, müssen ihre Praxis des Forschens, Lernens, Lehrens und Theoretisierens hinterfragen, um nicht die patriarchale Form eines desinteressierten Positivismus zu reproduzieren. Ziel sei eine Bewusstseinserweiterung der Männer.

1990 ergänzte Jeff Hearn zusammen mit David Morgan in „The critique of men“ diese Prinzipien noch um die Punkte, dass (heterosexuelle) Männer sich nicht um Forschungsgelder und Universitätsposten bewerben sollen, die für Geschlechterforschung ausgeschrieben wurden, und dass feministische Wissenschaft und Frauenforschung in der eigenen Forschung und in den Institutionen zu unterstützen sei.
Diese profeministischen Prinzipien wurden in den 1990er Jahren auch von Teilen der frühen deutschen Männerforschung übernommen, von anderen jedoch kritisch diskutiert.

### Kritische Männerforschung nach Raewyn Connell
Die australische Soziologin Raewyn Connell vertritt die Position, dass seit der frühen Moderne verschiedene Männlichkeiten nebeneinander existieren. Männlichkeit definiert Connell als Praxis, hierunter versteht sie mehr als das Konzept der Rollentheorie, welches sie kritisiert. Sie versucht Männlichkeiten als Dominanzverhältnis unter Männern, gegenüber Frauen und im Zusammenhang mit anderen Unterdrückungsverhältnissen herauszuarbeiten. Darüber hinaus bestimmt sie den historischen Wandel der vorherrschenden Männlichkeit als bedingt durch das jeweilige Produktionsverhältnis der Gesellschaft. Gemeinsam ist den Männlichkeiten die „patriarchale Dividende“, das heißt der Profit, den Männer in einer patriarchal strukturierten Gesellschaft erhalten.
Connell unterscheidet hegemoniale Männlichkeit und drei Formen nicht-hegemonialer Männlichkeit:
- marginalisierte Männlichkeit
- komplizenhafte Männlichkeit
- untergeordnete Männlichkeit

Hegemoniale Männlichkeit ist keine Eigenschaft einer individuellen Person, sondern ein in einem bestimmten gesellschaftlichen und historischen Kontext dominantes kulturelles Ideal davon, was ein „echter Mann“ ist. Hegemoniale Männlichkeit strukturiert die Verhältnisse zwischen Frauen und Männern sowie die von Männern untereinander, indem etwa andere Formen von Männlichkeit abgewertet und marginalisiert werden. Sie ist die Männlichkeit, die am wirksamsten ein Patriarchat aufrechterhält. Diese geschlechtliche Hegemonie findet meist unter Zustimmung und Mitarbeit derjenigen statt,
die beherrscht werden. Den diesbezüglichen Begriff Hegemonie hat Connell vom Marxisten Gramsci übernommen. Ein historisch früher Typus, den Connell als hegemoniale Männlichkeit ausmachte, war der Konquistador, der an „vorderster Front“ Männlichkeit und Dominanz verkörperte. Diese Männlichkeitsform wurde durch die „gentry masculinity“ (das gehobene Bürgertum, zum Beispiel George Washington) abgelöst. Heute finden sich in der Bundesrepublik Deutschland die Vertreter der hegemonialen Männlichkeit beispielsweise im Management (Ralf Lange) und in der "Forschungs- und Technologiepolitik" (Peter Döge).
Marginalisierte Männlichkeiten sind nach Connell Mitglieder nicht-dominanter Klassen und ethnischer Gruppen. In Deutschland können beispielsweise Arbeiter oder bestimmte Männer mit Migrationshintergrund keine hegemoniale Männlichkeit aufweisen, da sie entweder die „falsche“ Klassenzugehörigkeit beziehungsweise die „falsche“ Ethnizität haben (mehrfache Benachteiligungen von Männern, die beide Attribute haben, untersucht die intersektionale Männerforschung). Unter komplizenhafter Männlichkeit versteht Connell die Männlichkeit solcher Männer, die die hegenominale Männlichkeit nicht verkörpern können, diese aber unterstützen, sodass sie von ihr profitieren. Untergeordnete Männlichkeiten sind nach Connell beispielsweise schwule oder transgender Männlichkeitsentwürfe.

## Themen
- Geschlechterrollen
- Persönlichkeitsentwicklung
- Erziehung und Bildung von Jungen

## Liste bekannter Männerforscher und -forscherinnen
| - Brigitte Aulenbacher - Mechthild Bereswill - Lothar Böhnisch - Pierre Bourdieu - Raewyn Connell - Peter Döge | - Michael Flood - Thomas Gesterkamp - Jeff Hearn - Walter Hollstein - Michael S. Kimmel - Hans-Joachim Lenz | - Michael Messner - Michael Meuser - George L. Mosse - Rainer Neutzling - Volker Elis Pilgrim - Rolf Pohl | - Klaus Theweleit - Toni Tholen - Reinhard Winter - Marie-Theres Wacker - Paul M. Zulehner |